# Giacomo Borlone de Buschis

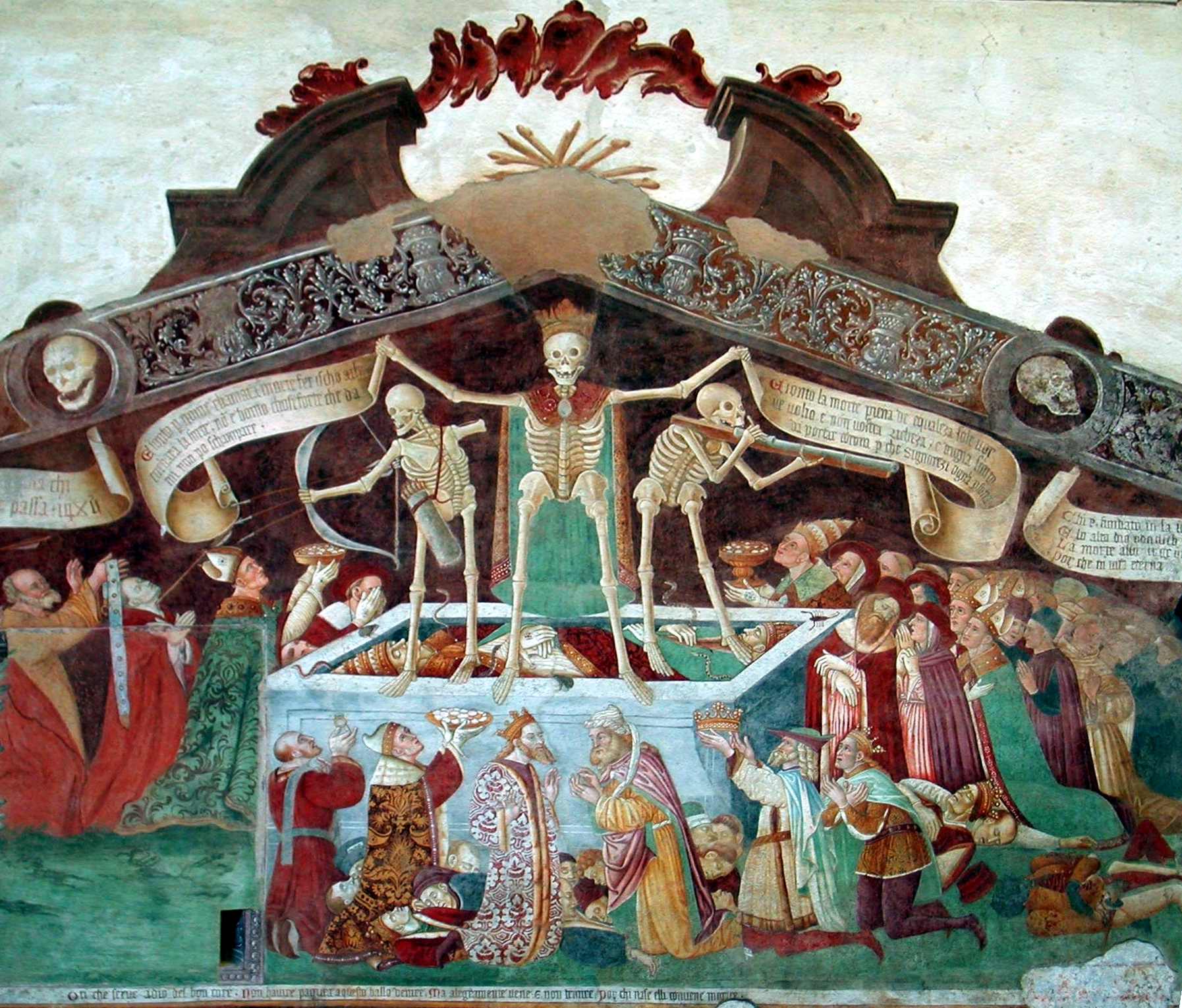
Trionfo della morte.Oratorio dei Disciplini di Clusone

Giacomo Borlone de Buschis, detto Burlone, Borloni, Boroni de Albegn,  Albenio o Giacomo Busca (Albino (Italia), 1420? – 1487 circa), è stato un pittore italiano.

## Biografia

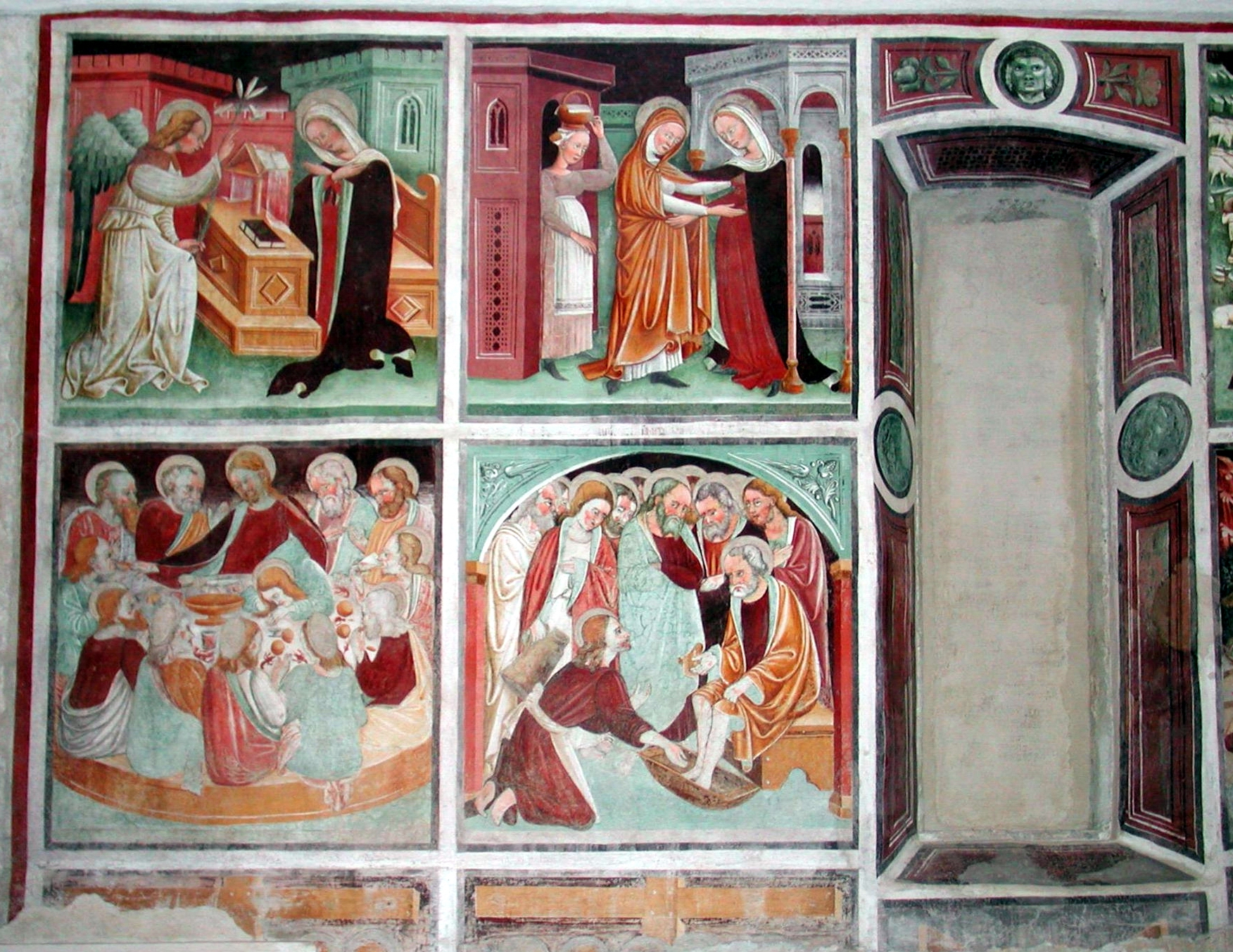
Clusone oratorio disciplini interno 1

Poco si conosce della vita di questo pittore dai documenti finora rintracciati. Nel 1992 Lorenzo Conforti, trova la menzione di un pittore chiamato Iacopo de Buschis de Clixione o Giacomo de Buschis detto Borlone, figlio di Giovanni e fratello di Francesco, che risulta molto attivo tra gli anni '60 e '80 del XV secolo a Clusone. Dal registro delle monache di Santa Grata di Bergamo, lo stesso risulterebbe nativo di Albino e già deceduto in data 29 gennaio 1487. Il registro riporta anche menzione un giovane di venticinque anni di nome Ambrogio come figlio del Borlone.

La presenza della famiglia a Clusone è provata da un documento del 1467 che intima al pittore il pagamento di un affitto arretrato a Marco Andruzzi per una abitazione clusonese, documento che fa riferimento al contratto originale del 13 luglio 1451.
Seguendo la realizzazione delle sue opere, si può cogliere lo sviluppo che lo porta dal gotico a un accenno di rinascimento. Il pittore non si mosse probabilmente mai dall'alta Val Seriana, ma venne a contatto con Francesco Berlinzeri, che realizzò la scultura di san Sebastiano conservata presso l'Oratorio dei Disciplini (Clusone), dal quale venne molto condizionato.
I primi lavori che si possono attribuirgli sono due tavole raffiguranti i profeti ora conservate nel museo della basilica di Santa Maria Assunta di Clusone, ed erano gli elementi laterali della cassa di una ancona. Successivamente firmò un ciclo di affreschi in Solto Collina dedicati alle Storie della vita di Gesù della chiesa del Crocefisso.

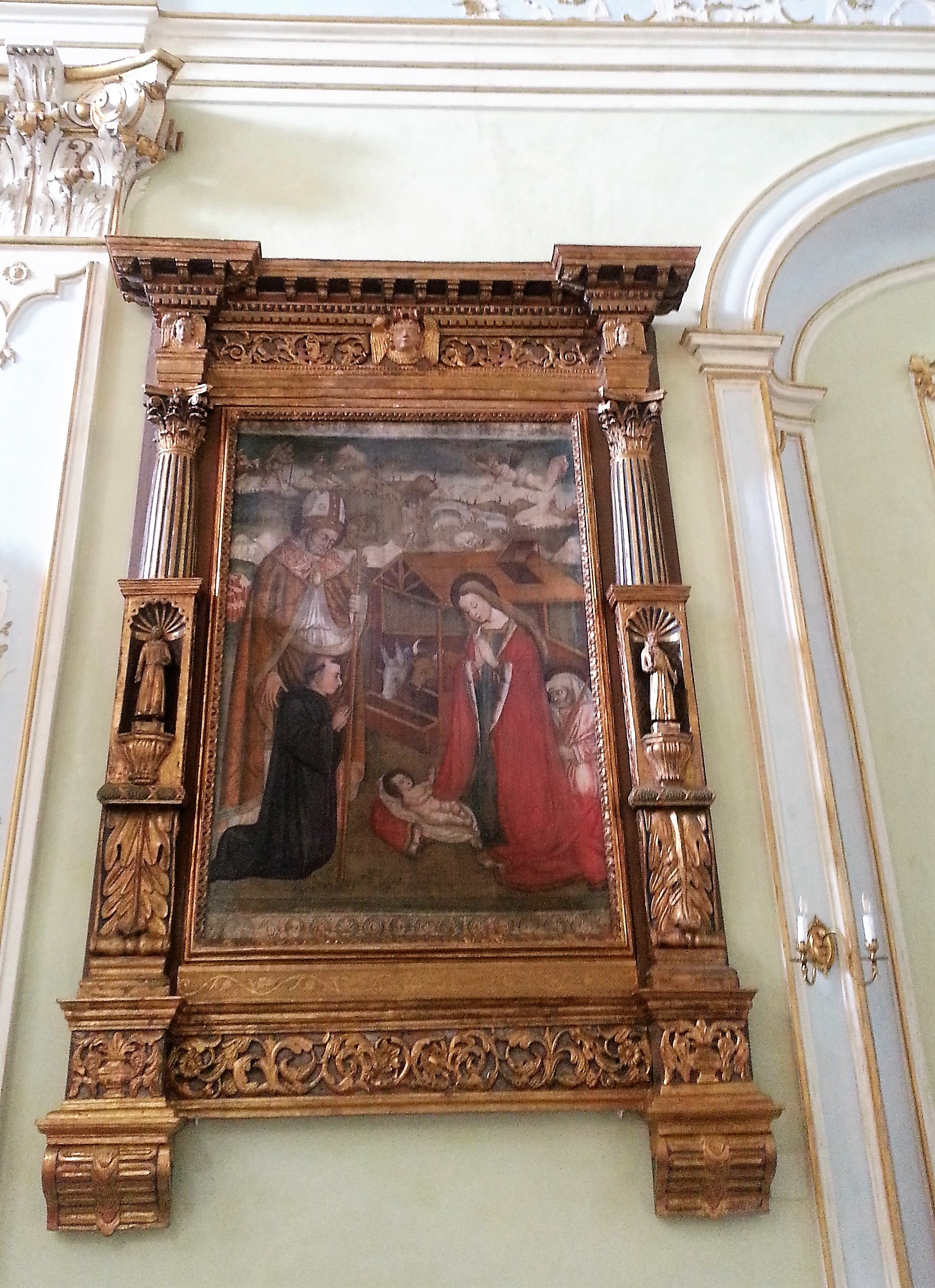
Giacomo Busca-La natività chiesa di Piario

A questo artista vengono attribuiti gli affreschi e le opere dell'Oratorio dei Disciplini di Clusone.
Questo è documentato nei registri della confraternita dei battuti di Clusone, all'interno della quale vi è l'ordine dei disciplini, scoperto nel 1860 da Pier Paolo Uccelli e Tommaso Cossali, dove risultano svariati pagamenti per lavori eseguiti negli anni da vanno dal 1462 fino al 1480, presso l'oratorio stesso, registri che sono oggi conservati presso l'Archivio di Stato di Milano nella sezione Confraternite del comune di Clusone.
 
L'interno dell'oratorio, intitolato a S. Bernardino, riporta ancora leggibile la firma del pittore e due datazioni: nel carteggio tenuto dall'angelo nel riquadro raffigurante la fuga in Egitto è infatti riportata l'iscrizione 1470/ (IA)CHOB PINXI, mentre sotto il grande affresco della Crocifissione compare la medesima scritta ma con la data 1470.
Le iscrizioni darebbero per certa l'autenticità del lavoro all'interno dell'oratorio in tutte le sue parti interne, dalla raffigurazione storica della vita di Gesù rappresentata su tre file delle pareti laterali, agli otto profeti del sottarco trionfale, e a tutti gli affreschi del presbiterio, fornendo anche la datazione precisa. Alcuni riquadri sono considerati di scarso valore artistico, forse non eseguiti dal Borlone ma da alcuni allievi della sua scuola. Sono considerati di qualità maggiore gli affreschi presenti all'esterno dell'oratorio, sotto il porticato, raffiguranti S. Francesco che riceve le stigmate e un devoto, S. Bernardino e una piccola Crocefissione che si trova sopra la lapide col simbolo del santo, datata 1452.

Riconducibile alla caratteristica esecutiva dell'artista anche l'affresco del Trionfo e danza della morte datato 1485 sulla facciata esterna dell'oratorio.

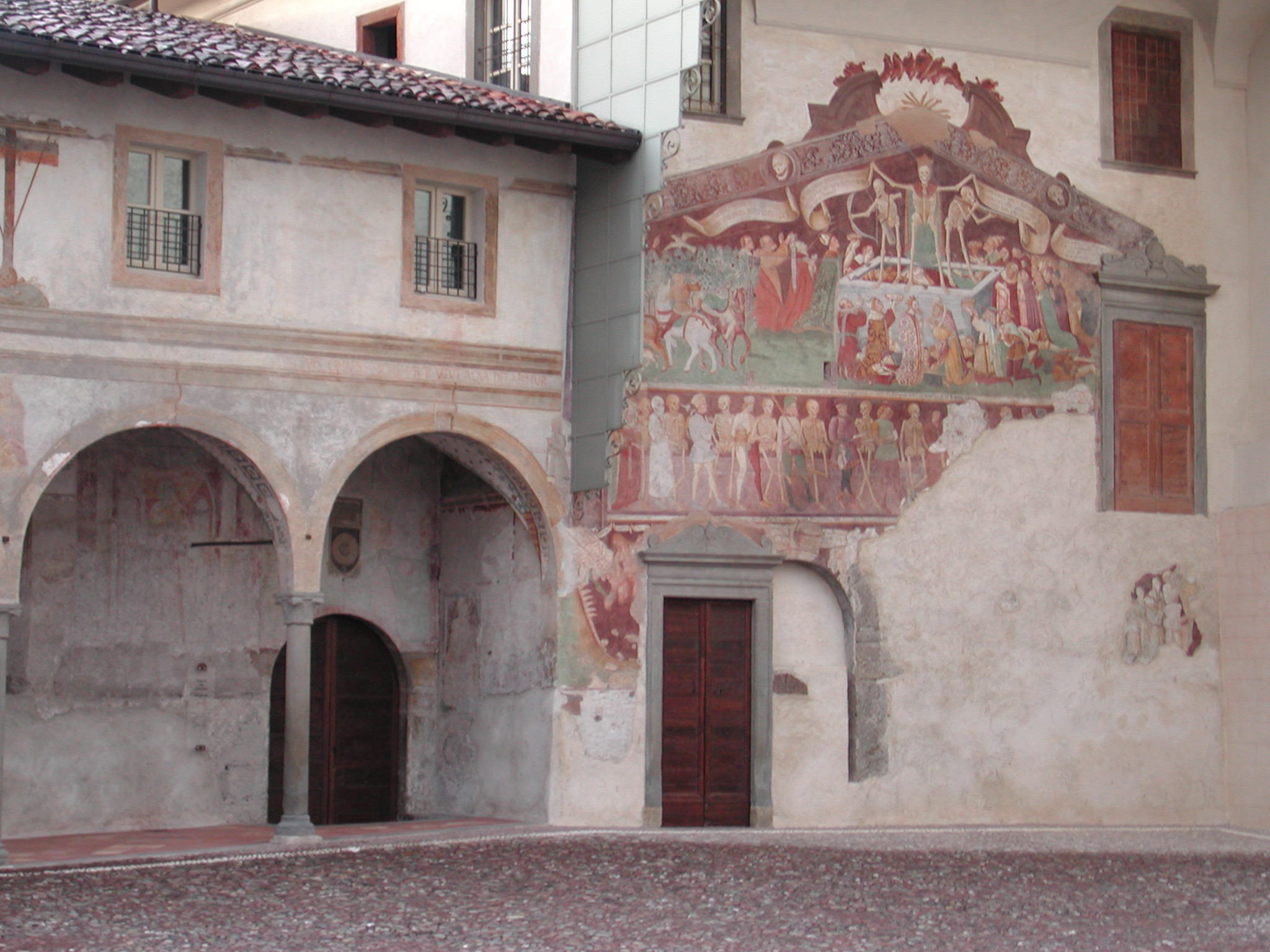
Clusone particolare danza macabra

Al Borlone sono riconducibili anche affreschi presenti in altre chiese, come quella di Sant'Anna, di San Defendente in Clusone, e quelli presenti nella chiesa di Santa Maria Nascente di Gandellino raffiguranti il Dogma degli Apostoli e nella chiesa di Santa Maria Assunta di Valgoglio, quelli sul presbiterio del santuario della Madonna delle Grazie di Ardesio e quelli presenti all'interno del Santuario del Beato Alberto di Villa d'Ogna, nonché la pala della Natività presenti sia nella chiesa di Piario che in quella di Cerete Basso, nonché la pala conservata nella piccola chiesa di san Giacomo a Colle Palazzo.
L'artista non seppe che raramente abbandonare la tradizione artistica gotica, per la nuova arte rinascimentale, la sua rimane un'arte in bilico tra il medioevo e i nuovi fermenti rinascimentali, anche se la sua raffigurazione della Danza macabra rimane tra una delle opere di questo genere più complete d'Europa, diventando con il tempo più famosa del suo autore.